# قلعه دیجیتال
قلعه دیجیتال (انگلیسی: Digital Fortress) نام کتابی در سبک تکنو تریلر از دن براون است که در سال ۱۹۹۸ توسط انتشارات سینت مارتین منتشر شده‌است.